# Käppi

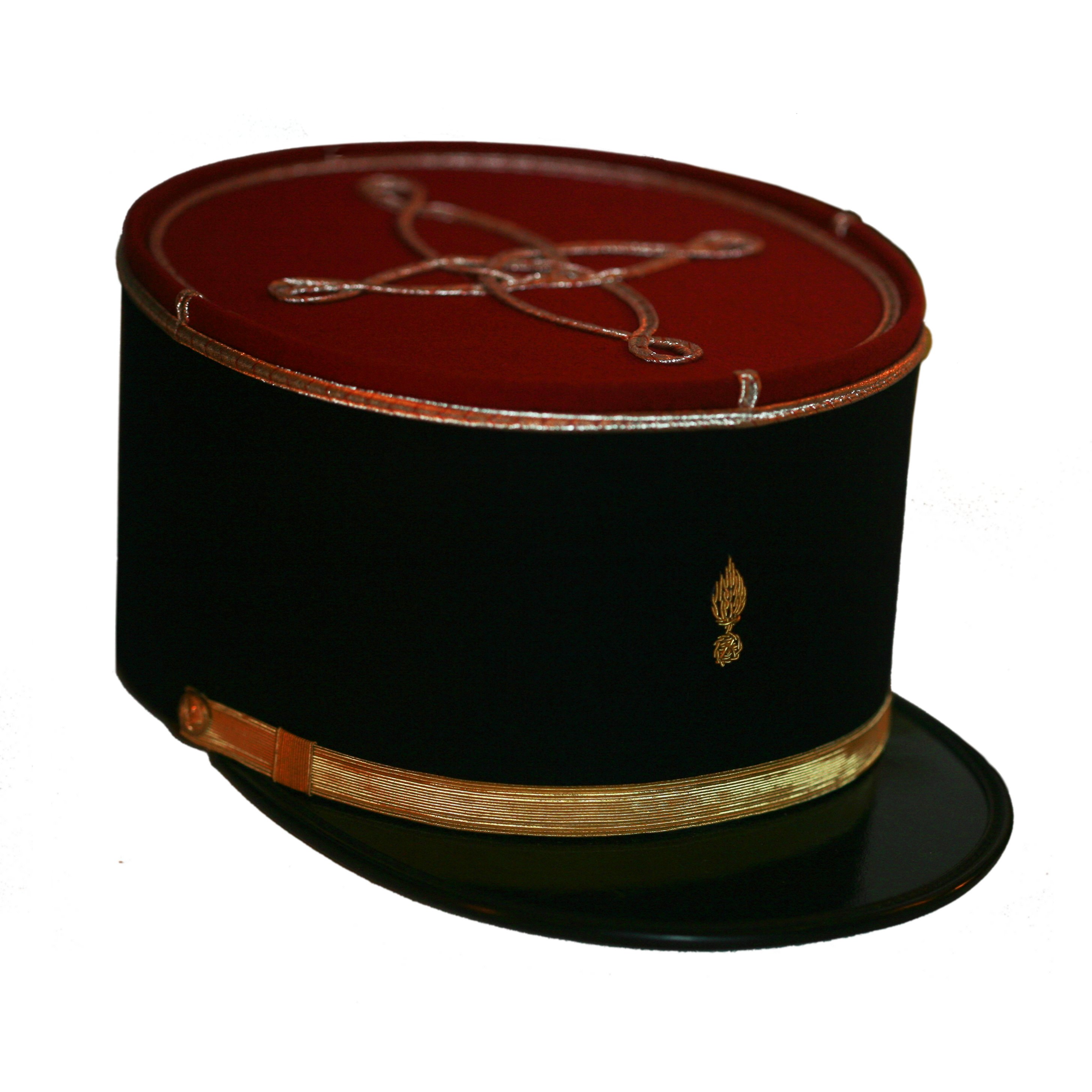
Fransk käppi.

Käppi är en militär huvudbonad, i äldre tid oftast av läder och överdragen med tyg, modernare varianter är ofta av tyg med någon typ av styvnad i huvudbonaden.
Käppin är försedd med pannskärm, ibland även nackskärm och ofta prydd med emblem. Käppi användes tidigare inom svenska armén, särskilt inom artilleriet.